# Joseph Echteler
Joseph Anton Echteler, né à Legau le 5 janvier 1853 et mort à Mayence le 23 décembre 1908, est un sculpteur et médailleur allemand. 

## Biographie
Il soigne des moutons et des bovins jusqu'à l'âge de 12 ans puis apprend la maçonnerie et la sculpture de pierre chez un ciseleur de Leutkirch im Allgäu. Il devient ensuite élève de l'école des beaux-arts de Stuttgart puis a pour professeurs Max von Widnmann (en) et Joseph Knabl à Munich. On lui doit des bustes, des sujets mythologiques et religieux et des animaux. 
En mai 1884, il s'installe aux États-Unis. Après la mort d'Ulysses S. Grant, il candidate en 1885 pour ériger le mausolée à sa mémoire à New York. Il est retenu en février 1887 parmi les finalistes mais ne gagne pas. Il retourne alors à l'automne 1887 à Munich. 

## Œuvres

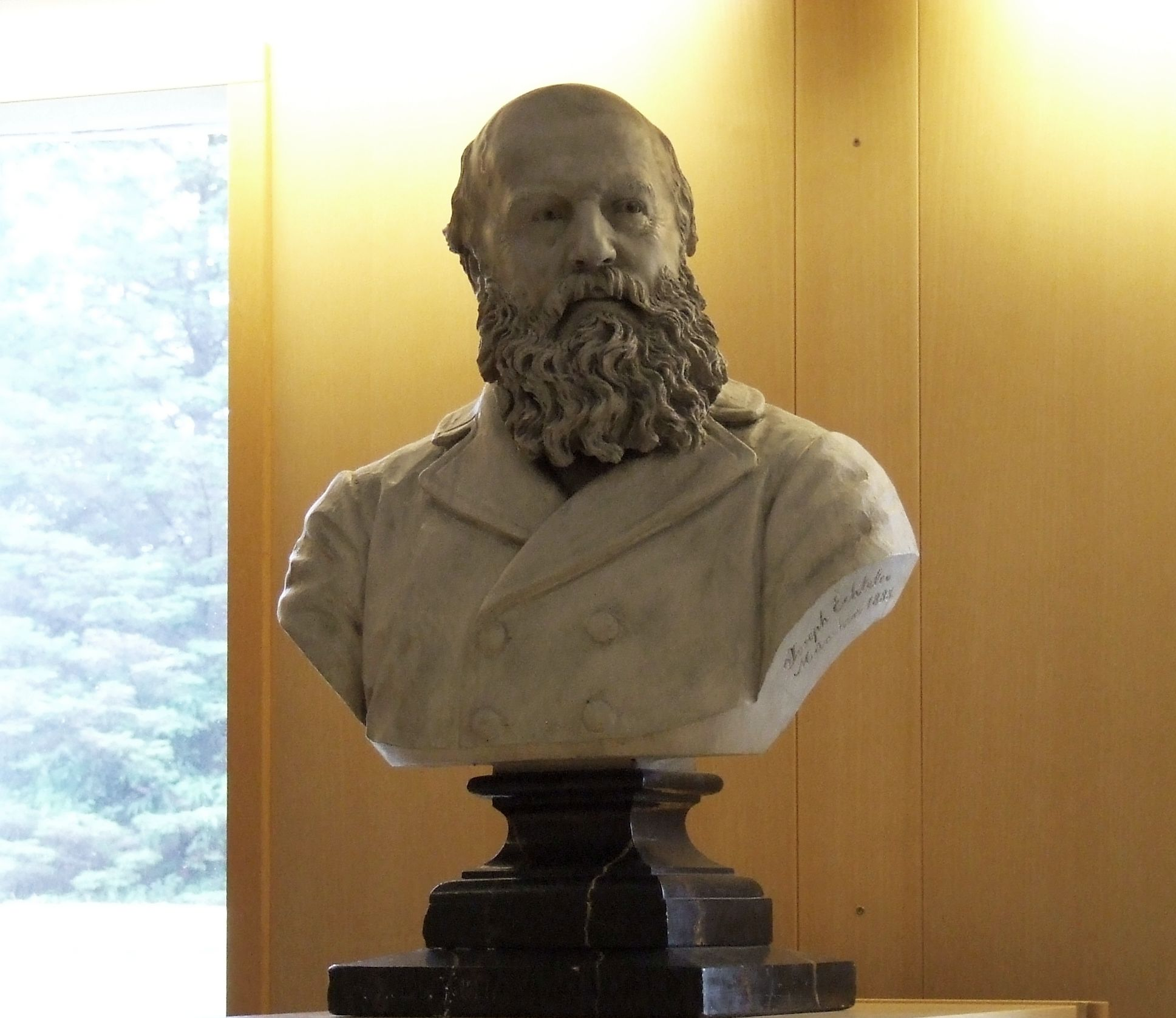
Buste de Konrad Maurer, 1888, Bibliothèque nationale et universitaire d'Islande.

On lui doit environ 200 bustes, dont le buste de Charles Darwin (1883-1884 ; Metropolitan Museum of Art), ainsi que :
- Mater dolorosa
- Hercule et le lion de Némée
- Ecce homo
- Madonna
- Waisenschutz (groupe)
- Knabe mit Hund und Taube
- Pirithous 'Kampf um Helena (groupe colossal en marbre / bronze)
- Der Kampf um seinen Liebling
- Venus sich mit Rosen schmückend
- Herkules im Kampf mit dem Nemëischen Löwen
- Amazonenkämpfe zu Pferd